# Умаров, Акрамжон Муралимович
Акрамжон Муралимович Умаров (кирг. Акрамжон Умаров; 7 февраля 1994) — киргизский футболист, защитник клуба «Алай». Выступал за сборную Кыргызстана.

## Биография

### Клубная карьера
Начал выступать в высшем дивизионе Кыргызстана в 2012 году в составе клуба «Абдыш-Ата». Серебряный призёр чемпионата 2014 года, бронзовый призёр 2013 и 2015 годов.
В 2016 году вместе с Бахтияром Дуйшобековым перешёл в белорусский клуб «Крумкачы», но там оба киргиза ни разу не вышли на поле.
С середины 2016 года выступает за «Алай». Становился чемпионом (2016, 2017) и серебряным призёром (2018) чемпионата Кыргызстана, обладателем Суперкубка страны. Стал автором победного первого гола в игре последнего тура сезона-2016 с «Абдыш-Атой» (2:0), эта победа принесла команде чемпионский титул. Принимал участие в матчах азиатских клубных турниров.

### Карьера в сборной
Выступал за сборные Кыргызстана младших возрастов, в том числе в составе молодёжной сборной участвовал в Кубке Содружества, а в составе олимпийской сборной в 2014 году сыграл 3 матча на Азиатских играх.
В национальной сборной Кыргызстана дебютировал в 18-летнем возрасте, 1 июня 2012 года в матче против Казахстана, заменив на 80-й минуте Марата Аджниязова. В дальнейшем регулярно вызывался в сборную, но (по состоянию на январь 2019 года) вышел на поле только однажды — 6 октября 2016 года в матче против Ливана.